# 舍卜沃省
舍卜沃省（阿拉伯语：‎），又譯夏卜瓦省，是也門中部的一個省，南臨亞丁灣，下分十七區。舍卜沃省面積45,519平方公里，2004年人口470,440人。首府阿塔格。
根據情報，現時國際恐怖組織阿爾蓋達在也門的藏匿處就是在這個省中部的山區中，並多次在當地抓獲組織的成員。例如，在Mayfa'a區就曾經把剛才阿富汗逃回當地的地區領袖Abdullah al-Mahdhar槍殺；另外在Al-Saeed區也曾發現組織成員的踪影。